# Nudersdorf
Nudersdorf ist eine Ortschaft und ein Ortsteil der Lutherstadt Wittenberg in Sachsen-Anhalt. und liegt ca. 9 km nordwestlich des Stadtzentrums im Naturpark Fläming.

## Geschichte
Der Ort hat seinen Ursprung im ehemaligen Rittergut, dem heutigen Schloss. Nudersdorf besitzt keine eigene Landwirtschaft und gilt als „Wohnstandort im Grünen“.
Der Name Nudersdorf ist hergeleitet von „Niedersdorf“, für „niedrig gelegenes Dorf“. Im Volksmund führte der Ort noch bis in das 20. Jahrhundert die Bezeichnung „Birkenbusch“. Mit der Birke, die sich dort in größeren Beständen findet, hat dieser Name allerdings nichts zu tun, sondern er hat seinen Ursprung in Folgendem: Der Ort und die Hasenjagd im umgebenden Wald gehörten zu Luthers Zeit dem kursächsischen Kanzler Gregor Brück und wurde deshalb als „Brückes Busch“ bezeichnet, woraus später das Wort Birkenbusch entstand.

## Sehenswürdigkeiten
- Schloss Nudersdorf

## Verkehr
Nudersdorf liegt an der Landesstraße L 124 zwischen der Landesgrenze zu Brandenburg bei Groß Marzehns und Lutherstadt Wittenberg.
Der Ort lag an der Bahnstrecke Lutherstadt Wittenberg–Straach, die 1911 eröffnet und auf der der Personenverkehr 1959 eingestellt wurde.